# Goodwin (Dakota del Sud)
Goodwin è un centro abitato (town) degli Stati Uniti d'America, situato nella contea di Deuel nello Stato del Dakota del Sud. La popolazione era di 146 persone al censimento del 2010.

## Storia
Goodwin venne progettata nel 1878, quando la ferrovia è stata costruita nella zona. La città prende il nome da George P. Goodwin, un funzionario delle ferrovie. Un ufficio postale è stato in funzione a Goodwin dal 1878.

## Geografia fisica
Goodwin è situata a 44°52′41″N 96°50′56″W (44.877950, -96.848924).
Secondo lo United States Census Bureau, ha un'area totale di 0,47 miglia quadrate (1,22 km²).

## Società

### Evoluzione demografica
Secondo il censimento del 2010, c'erano 146 persone.

### Etnie e minoranze straniere
Secondo il censimento del 2010, la composizione etnica della città era formata dall'88,4% di bianchi, il 9,6% di altre etnie, e il 2,1% di due o più etnie. Ispanici o latinos di qualunque etnia erano il 10,3% della popolazione.